# Бібліотека імені Івана Вазова
42°54′30″ пн. ш. 23°47′31″ сх. д. / 42.908333333333° пн. ш. 23.791944444444° сх. д.
Бібліотека імені Іва́на Ва́зова при новій читальні імені Христо Ботева 1884 року (болг. Бібліотека «Іван Вазов» при НЧ «Христо Ботев 1884»)— болгарська бібліотека і сучасний загальноосвітній інститут, розташований в місті Ботевград, у центрі однойменної громади. Займається збором, зберіганням і обробкою різних бібліотечних фондів, обслуговуванням читачів, здійснює довідково-бібліографічну та інформаційну діяльність, виконує організаційно-методичні функції на території Ботевграда і надає вільне користування бібліотечно-інформаційними ресурсами. Сприяє підвищенню освітнього рівня, продовження здобуття освіти, інформованості, якості життя, соціальної інтеграції та розширення електронного доступу до інформації.

## Історія бібліотеки
Бібліотека імені Івана Вазова починає відлік своєї історії від 1883 року коли відкрилася читальня «Напредък». Початковий книжковий фонд становив від 700 до 800 томів і був подарований місцевими патріотично налаштованими жителями. Організована бібліотечна діяльність починає свою історію де-юре з 1924 року, коли в новому відкритому читальному залі з'явилося спеціальне бібліотечне приміщення. Після 1973 року бібліотека переїхала в нову будівлю читальні імені Христо Ботево, її фонд налічував вже 45 тисяч томів. 17 вересня 1981 року відкрилося нове приміщення читальні і бібліотеки імені Івана Вазова.
В даний час зібрання налічує 84 911 одиниць: це книжкові томи, періодика, аудіовізуальні документи, графічні зображення, нотні видання і т. д. Щорічно обслуговує до 2 тисяч постійних читачів, видає 48 тисяч документів, число відвідувачів становить 26 тисяч осіб. У бібліотеці є три відділи: дитячий відділ, відділ для дорослих і інформаційний відділ (з інтернет-доступом). Автоматизація процесів ведеться з 2003 року. Бібліотека включена в Інтегровану бібліотечно-інформаційну систему E-Lib.
З 2007 року в бібліотеці діє спеціалізована читальна зала для студентів Міжнародної вищої бізнес-школи. 2 грудня 2010 року в бібліотеці була встановлена і випробувана комп'ютерна техніка в рамках програми «Глобальні бібліотеки» : 13 комп'ютерів, ноутбук, мультифункціональний пристрій, кольоровий принтер, проектор і екран.

## Структура і діяльність

### Відділ для дорослих

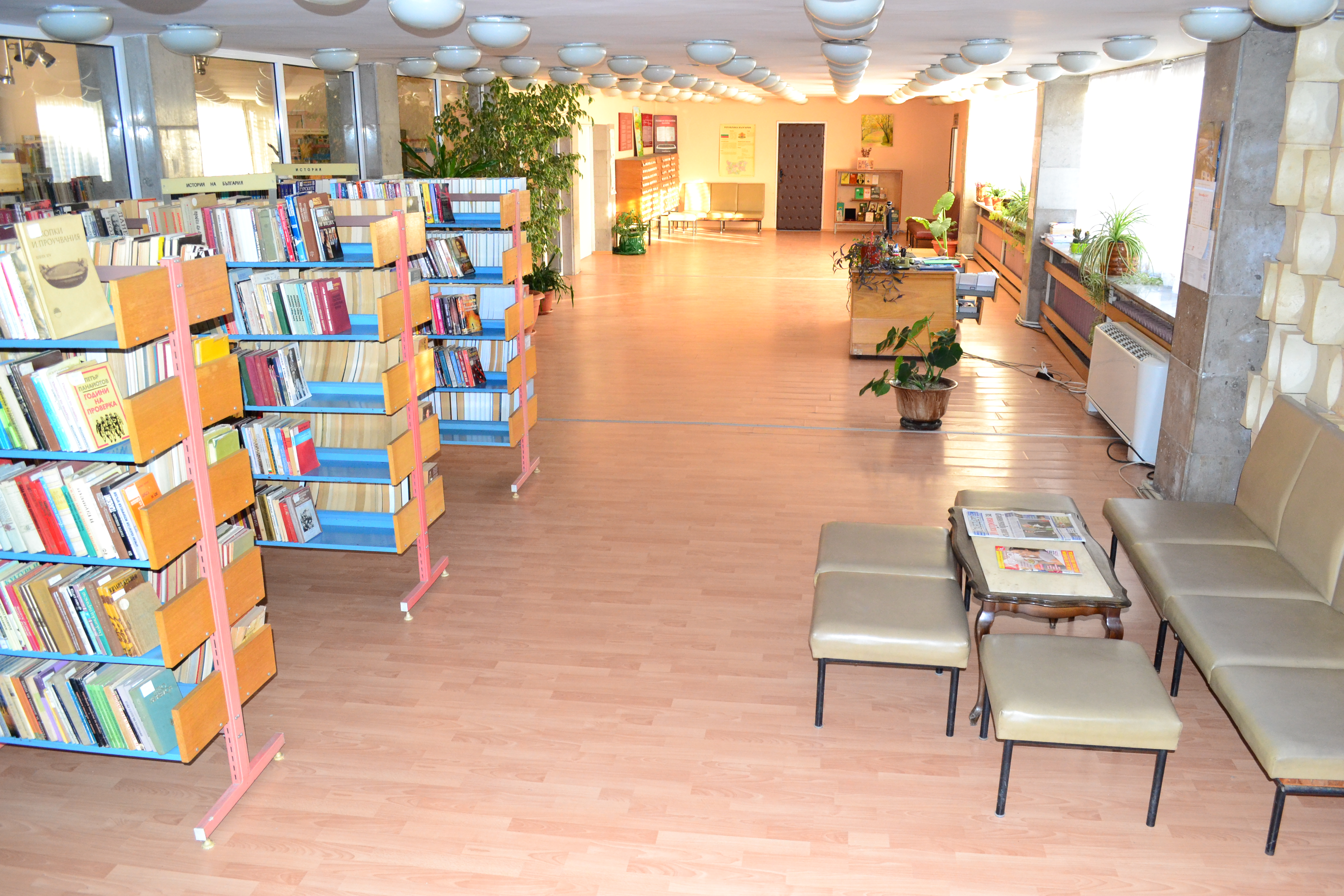
Відділ для дорослих

Обслуговує всіх читачів у віці від 14 років. Тут проводиться повна реєстрація нових читачів, які пред'являють посвідчення особи і отримують читацький квиток, завдяки якому можуть користуватися всіма відділами бібліотеки. Понад 60 тисяч книжкових томів, розділених по галузях знань і викладені у вільний доступ, можуть братися додому. Через традиційний алфавітний і систематизований каталог, а також через електронний каталог може бути надана бібліографічна довідка. Організовуються виставки і зустрічі з письменниками.

### Дитячий відділ

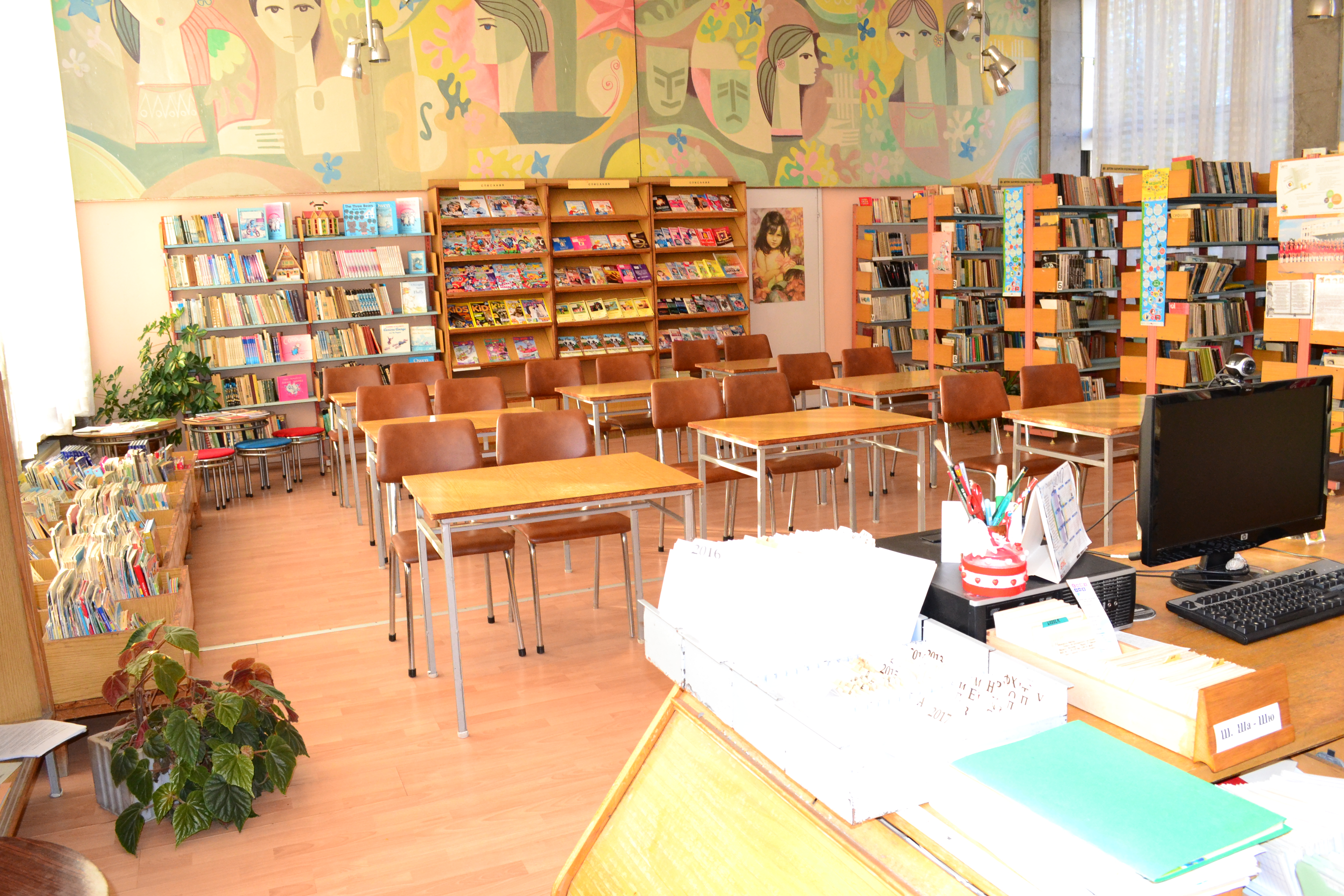
Дитячий відділ

Обслуговує дітей у віці до 14 років. Фонд налічує понад 16 тисяч книг, дитячих журналів і аудіокасет з казками. Підтримується електронний, систематичний і заголовний каталог, тематична картотека. В читальному залі дитячого відділу знаходиться багато ілюстрованих енциклопедій і різноманітних довідників. Відділ розробляє різні програми для різних груп читачів. Проводить уроки з краєзнавства, лекції та бесіди, присвячені різним датам і подіям. Для найменших відвідувачів організовуються ранки й зустрічі з авторами дитячої літератури.

### Довідково-бібліографічний та інформаційний відділ

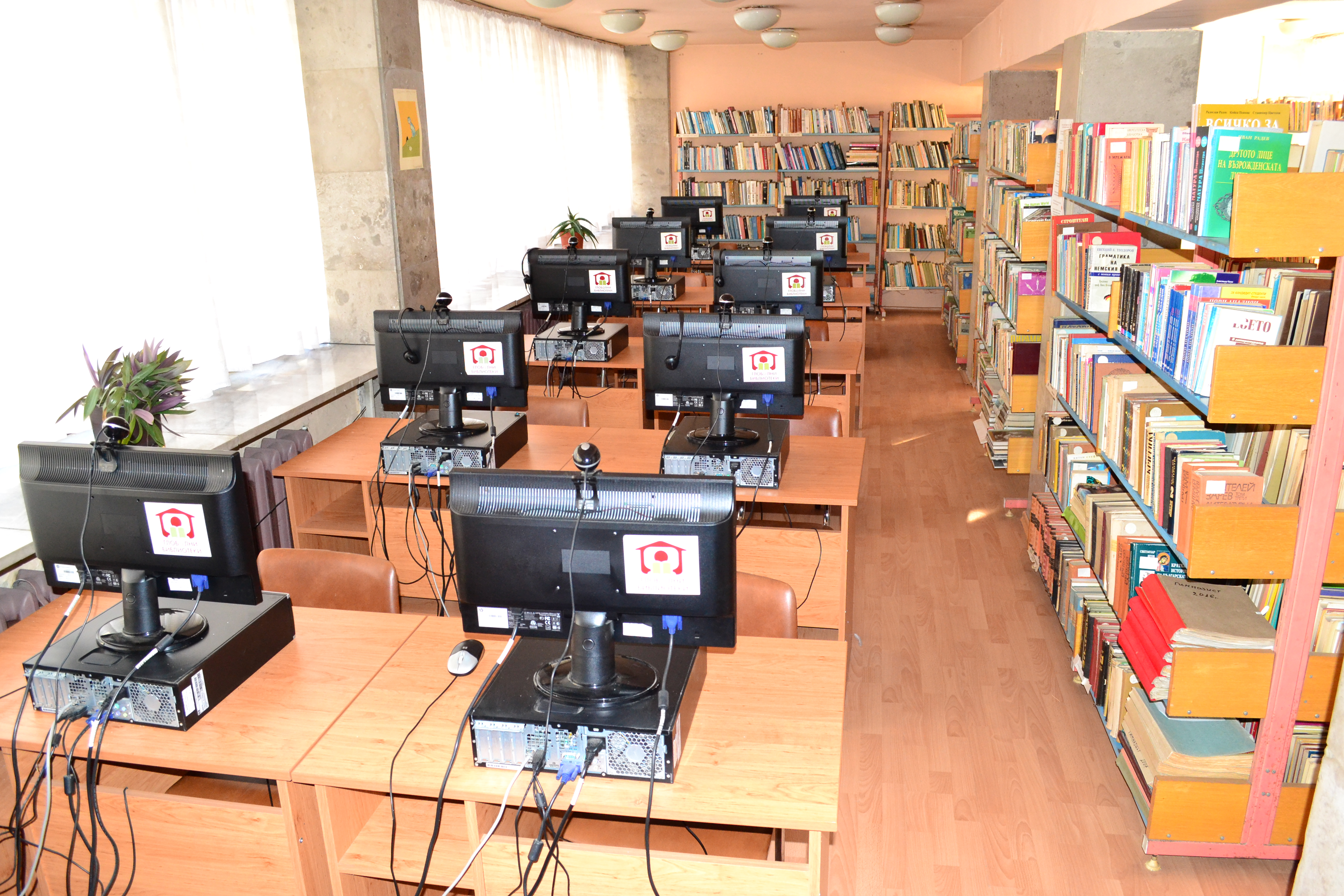
Довідково-бібліографічний та інформаційний відділ

Цей відділ забезпечує миттєве і точне надання інформації для читачів завдяки традиційній бібліотечній службі, автоматизованих баз даних і інтернету. Підтримує базу даних аналітичних описів статей з книг та збірок. У відділі наводяться бібліографічні довідки, здійснюється пошук інформації (в тому числі і в Інтернеті), надаються бібліографічні консультації, відповіді на запити по телефону та електронною поштою, а також послуги друку і сканування документів. Підтримуються тематичні картотеки, зберігається періодична преса. Добре організований довідковий апарат. У комп'ютерній кімнаті є 10 комп'ютерів, сканер, принтер і мультимедіа, забезпечується постійний і швидкий доступ в Інтернет.

## Завдання бібліотеки
- Впровадження інноваційних послуг на основі нових технологій і задоволення потреб споживачів.
- Підтримка освіти та самоосвіти різних цільових груп спільноти — бібліотекарів, школярів і студентів, літніх людей.
- Пропозиція якісних послуг, заснованих на високій професійній кваліфікації фахівців бібліотечної справи.

## Можливості бібліотеки
- Уроки і презентації в бібліотеці
- Зустрічі з письменниками і поетами
- Організація днів читання під час канікул
- Робота з дітьми дитячих садків
- Художні майстерні та виготовлення різних речей з природних і зручних матеріалів
- Організація свят та інших пам'ятних заходів, присвячених тим чи іншим подіям
- Юридична інформація в бібліотеці
- Курси базової комп'ютерної грамотності